# Wade Baker
Wade Baker (* 9. Februar 1988 in Redlands, San Bernardino County, Kalifornien) ist ein US-amerikanischer Schauspieler und Model.

## Leben
Baker wurde am 9. Februar 1988 im kalifornischen Redlands als Zweitjüngster von insgesamt vier Kindern geboren. Er wuchs bei seiner Mutter in Hemet auf. Während seiner Kindheit wurde er von Western mit John Wayne und Italowestern mit Clint Eastwood geprägt. Nach seiner Zeit an der Hemet High School, die er von 2003 bis 2006 besuchte, zog er nach San Antonio in Texas. Mit 22 Jahren unterschrieb er seinen Agenturvertrag. 2014 zog er nach Los Angeles und schloss einen Modelvertrag bei der Bella Agency ab.
Ab 2013 folgten für Baker verschiedene Besetzungen in Kurzfilmen. 2017 bekam er eine Nebenrolle im Film Division 19. Er hatte danach Episodenrollen in den Fernsehserien Unsubscribe und Penny Dreadful: City of Angels. 2020 stellte er im B-Movie Airliner Sky Battle die Rolle des Logan dar. Im Folgejahr übernahm er im Horrorfilm The Red Nightmare die Hauptrolle des Donnie.

## Filmografie (Auswahl)
- 2013: The Sunshine Shop (Kurzfilm)
- 2016: Valerie (Kurzfilm)
- 2016: Trial (Kurzfilm)
- 2017: Division 19
- 2019: Momo (Kurzfilm)
- 2019: The Grotesque World of Jimmy the Bean
- 2020: Unsubscribe (Fernsehserie, Episode 1x01)
- 2020: Penny Dreadful: City of Angels (Fernsehserie, Episode 1x02)
- 2020: Airliner Sky Battle
- 2021: The Red Nightmare
- 2022: The Highway Worker (Kurzfilm)